# Vjetroelektrana Oštrc
VE Oštrc, vjetroelektrana u BiH na planini Oštrcu. Projekt je još u fazi ishođenja dozvola. Čeka se energetska dozvola. Dobivene su lokacijska, okolišna dozvola te još 30-ak raznih dopuštenja i suglasnosti s razine općine, županije i federacije. Snaga i smjer vjetra prati se bez prekida preko pet godina uređajima na 84 metra visokom mjernom stupu na Oštrcu. Planirana VE Oštrc imat će osam vjetroturbina ukupno instalirane snage 28,2 MW, planirana godišnja proizvodnja je 94 GW/h električne energije što bi bilo dovoljno za opskrbu svih kućanstava u Posušju, Grudama i Ljubuškom.